# Lemon (米津玄師歌曲)
《Lemon》是日本歌手米津玄師的第八張單曲，於2018年3月14日由Sony Music Records發售。

## 概要
《Lemon》為繼2017年6月的《Peace Sign》後，米津玄師的第八張單曲，是TBS系列電視劇《非自然死亡》的主題曲。
單曲有三個版本，分別是初回限定盤（Lemon盤、DVD盤）和通常盤。通常盤只包含CD，Lemon盤則包括信紙本和自製的信封，而DVD盤就附帶演唱會的現場錄影片段。全部初回限定盤都包含2018年10月27日和28日於千葉市幕張展覽館舉行的「米津玄師 2018 LIVE / Flamingo」演唱會的應募券。
2018年，米津接受NHK的邀請，參加了第69回NHK紅白歌合戰，並於其家鄉的大塚國際美術館現場特別連線，演出主打歌〈Lemon〉。

## 發行
2017年12月14日，在神奈川縣橫濱國際平和會議場舉行的「米津玄師 2017 TOUR / Fogbound」個人演唱會公演中，米津玄師宣佈正為TBS系列電視劇《非自然死亡》製作歌曲。同月29日，他在其推特帳號上表示已完成A面單曲的錄製。
2018年1月12日22時（UTC+9），《Lemon》在《非自然死亡》第一集結尾中首次在電視上播放，之後該劇的女主角石原聰美和編劇野木亞紀子都對《Lemon》發表了自己的評論。1月19日，電視劇第二集的結尾公佈了單曲的發行日期為3月14日，同時其專輯封面亦遭到公開，並與米津玄師過去的作品一樣使用他自己繪畫的插圖，這次則是天藍色背景配上垂直掛著的檸檬果實。而在同月26日，電視劇第三集則公佈了《Lemon》初回限定盤收錄的特典内容。3月14日，隨著《非自然死亡》的完結，單曲的三個版本亦一併發行。
2019年3月，《Lemon》中国大陆引进版发行。

## 音樂影片
2018年2月26日，米津玄師的YouTube頻道上傳了《Lemon》的音樂影片。星期三的康帕內拉和魚韻參與了該MV的製作，並由山田智和擔任導演，而錄影師和舞蹈家吉開菜央則在影片中出演。為了迎合以解剖人類屍體的法醫為主題的《非自然死亡》，影片選擇在有著安魂曲樂想的教堂拍攝，而拍攝地點則被認為是東京都文京區的西片町教會。
《Lemon》的音樂影片公開後其觀看數在13小時內達100萬次，6天內突破1000萬，之後它又在6個月內實現1.5億次的觀看數，刷新了米津玄師音樂影片最快進入「一億俱樂部」的紀錄，同時亦是繼《小小的妳》和《打上花火》後第三首達到一億的歌曲。為了紀念這一點，於2018年8月11日在東京都港區御台場海濱公園舉行的「東京花火大祭2018～EDOMODE～」宣佈將與米津玄師合作，後者會在祭典期間演唱。

## 榜單成績與獲得獎項

### 榜單成績
2018年2月26日，先行配信且初登版的《Lemon》在Billboard Japan Hot 100上獲得第二位。同日的Oricon數位單曲週榜上它則以23.6萬次的下載數登上首位。此外，這一成績亦改寫了數位單曲週榜的初登版單曲下載數和累計下載數的紀錄。而從那時開始，《Lemon》便連續10週佔據週榜的首位，到了5月5日其總下載次數更突破100萬次。
實體版的《Lemon》於2018年3月14日發行後，其在26日的Oricon週榜和Billboard Japan Hot 100上位列在第二位，皆僅次於AKB48的《Ja-Ba-Ja》。這同時也是米津玄師的單曲第一次在首週便達到十萬的銷量，據報導他們在一週內發貨約三十萬張實體版，而加上先行配信的交貨數量更達到數百萬。3月19日，《Lemon》在香港和台灣的iTunes排行榜上高据榜首。受此影響，台灣和中國宣佈將分別在4月和8月發行單曲。在第二週的4月2日中，《Lemon》則維持在Oricon週榜的第二位，並賣出約四萬張單曲。至於在Billboard Japan Hot 100上則登上首位。

### 獲得獎項
《Lemon》在由《The Television》週刊舉辦的第96回日劇學院賞上獲得最佳電視劇歌曲，其在記者票上得票最多，讀者票和評審票則排在第二位。而使用它作主題曲的《非自然死亡》則獲得不計最佳電視劇歌曲在內的五個獎項，分別是最優秀作品賞、主演女優賞（石原聰美）、助演男優賞（井浦新）、劇本賞（野木亞紀子）和導演賞（塚原亞由子、竹村謙太郎、村尾嘉昭）。
在東京戲劇獎上，米津玄師憑著《Lemon》奪得個人類獎項的主題曲賞，是《非自然死亡》在該頒獎典禮上取得的其中一個獎項，其餘為優秀賞、主演女優賞、劇本賞、導演賞和特別獎，總共六項獎項。

## 歌曲

### Lemon
為於2018年1月12日開始放送的TBS系列電視劇《非自然死亡》的主題曲。劇中的幾位法醫需要解剖多具屍體，而歌曲正是在強調這主題的情況下製作的。該曲在最初被稱作「Memento」（意即「遺物」），之後因為太過直接的關係而被更換。

### 蔓越莓與鬆餅
為米津玄師在宿醉時製作的歌曲。

## 收錄曲
| CD       | CD                                         | CD    |
| 曲序     | 曲目                                       | 时长  |
| -------- | ------------------------------------------ | ----- |
| 1.       | Lemon（TBS系列電視劇《非自然死亡》主題曲） | 4:16  |
| 2.       | 蔓越莓與鬆餅（クランベリーとパンケーキ）                           | 3:30  |
| 3.       | Paper Flower                               | 4:35  |
| 总时长： | 总时长：                                   | 12:21 |

| DVD（初回限定DVD盤獨有） LIVE I 米津玄師 2018 LIVE / Fogbound 2018.01.10 日本武道館 | DVD（初回限定DVD盤獨有） LIVE I 米津玄師 2018 LIVE / Fogbound 2018.01.10 日本武道館 | DVD（初回限定DVD盤獨有） LIVE I 米津玄師 2018 LIVE / Fogbound 2018.01.10 日本武道館 |
| 曲序                                                                                | 曲目                                                                                | 时长                                                                                |
| ----------------------------------------------------------------------------------- | ----------------------------------------------------------------------------------- | ----------------------------------------------------------------------------------- |
| 1.                                                                                  | 砂之行星                                                                            | 4:00                                                                                |
| 2.                                                                                  | 春雷                                                                                | 4:49                                                                                |
| 3.                                                                                  | LOSER                                                                               | 4:04                                                                                |
| 4.                                                                                  | GO GO幽霊船                                                                         | 3:49                                                                                |
| 5.                                                                                  | 爱丽丝                                                                              | 3:10                                                                                |
| 6.                                                                                  | Peace Sign                                                                          | 3:59                                                                                |
| 7.                                                                                  | 打上花火                                                                            | 4:19                                                                                |
| 8.                                                                                  | 灰色與青（灰色と青，+菅田将暉）                                                             | 5:32                                                                                |
| 总时长：                                                                            | 总时长：                                                                            | 33:42                                                                               |

## 外部連結
- Lemon盤 （页面存档备份，存于）
- DVD盤 （页面存档备份，存于）
- 初回限定盤 （页面存档备份，存于）
- YouTube上的米津玄師 MV「Lemon」